# Jean-Claude Colin

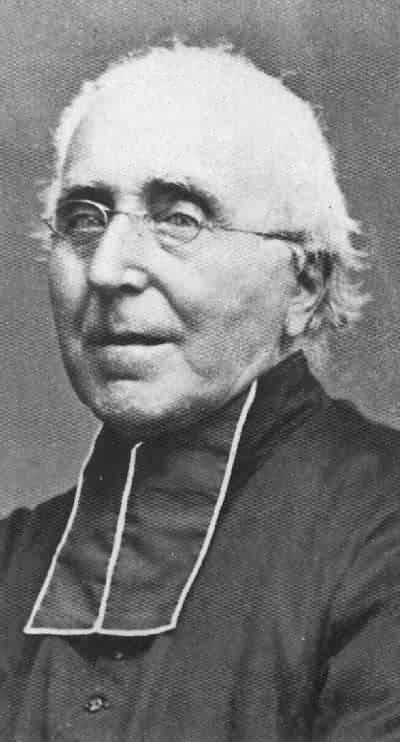

Jean-Claude Colin (ur. 7 sierpnia 1790 w Saint-Bonnet-le-Troncy, zm. 28 lutego 1875 w Pomeys) – francuski ksiądz, założyciel i przełożony generalny marystów.
W wieku 14 lat wstąpił do niższego seminarium duchownego w Saint-Jodard. W 1809 kontynuował kształcenie w Alix i ostatecznie Verrières-en-Forez, gdzie kształcił się z przyszłymi świętymi: Marcelim Champagnatem i Janem Marią Vianney`em. Jean Claude radził sobie bez problemów ze studiami i skończył je jako jeden z najlepszych. Uczęszczał do wyższego seminarium duchownego w Lyonie, gdzie dostał święcenia kapłańskie w 1816 roku. Poznał tam Jean-Claude Courveille`a, który został uzdrowiony z półślepoty po modlitwie do Matki Bożej z Le Puy. Po tym fakcie Courveille nabrał przekonania o powinności utworzenia zgromadzenia poświęconemu Maryi, tak jak Towarzystwo Jezusowe poświęcone jest Jezusowi. Zgromadzenie te miało nazywać się 
Marystami (Towarzystwo Maryi). Courveille rekrutował wśród starszych seminarzystów grupę chcących włączyć się do tej inicjatywy. Jean-Claude Colin przyłączył się do tej grupy i w końcu to on został głównym założycielem Marystów.